# Zethus paranensis
Zethus paranensis är en stekelart som beskrevs av Brethes 1903. Zethus paranensis ingår i släktet Zethus och familjen Eumenidae. Inga underarter finns listade i Catalogue of Life.